# ريتشارد شور
ريتشارد شور (بالألمانية: Richard Reinhard Emil Schorr)‏ (و. 1867 – 1951 م) هو عالم فلك من ألمانيا . ولد في كاسل .
توفي في وادي غاشتاين، عن عمر يناهز 84 عاماً.